# Маркус Батлер
Маркус Ллойд Батлер (англ. Marcus Lloyd Butler; нар. 18 грудня 1991, Шорхем-бай-Сі, Західний Сассекс, Велика Британія) — британський відеоблогер, відомий завдяки своєму однойменному каналу «Marcus Butler» (раніше «Marcus Butler TV»), який налічув понад 4,6 мільйона підписників, станом на серпень 2017. Маркус також має другий канал «MoreMarcus», який в основному складається з влогів і налічував понад 1,9 мільйона підписників, станом на серпень 2017 року.

## Життєпис
Маркус Батлер народився 18 грудня 1991 року в Західному Сассексі, Велика Британія.

### YouTube
Маркус Батлер почав створювати музичні та відео ремікси на YouTube, поки вчився в коледжі.
У 2010 році, за бажанням своїх глядачів, він створив свій канал на YouTube, який назвав «Marcus Butler TV». Батлер знімав багато відео з іншими популярними YouTube-блогерами, серед яких: Джим Чапман, Алфі Дейсі, Каспар Лі, Тайлер Оклі, Джо Сагг, Zoella, Коннор Франта, Ліллі Сингх, Трой Сіван, Наомі Смарт (колишня дівчина Маркуса), Джоуї Грасеффа, Олі Уайт, Луїза Пентленд, Конор Мейнард і багато інших.
Основний канал Батлера на YouTube має понад 4,5 мільйони підписників і понад 290 мільйонів переглядів, а за кількістю підписок, канал розташувався на 186 місці; другий канал «MoreMarcus» налічує понад 1,5 млн передплатників і понад 140 мільйонів переглядів.
Батлер був частиною «YouTube Boyband» який зібрав гроші на Comic Relief і був згаданий в «The Guardian».

### Телебачення
Батлер, разом з Алфі Дейсом, знімалися в першому епізоді 13-ї серії «Ant & Dec's Saturday Night Takeaway».

### Музика
Батлер був частиною «YouTube Boyband», також в групу входили: Джим Чапман, Альфі Дейсі, Джо Сагг і Каспар Лі. Бой-бенд зібрав гроші для Comic Relief. 22 січня 2016 року Батлер випустив пісню спільно з Конором Мейнардом, під назвою «I'm Famous» (укр. «Я відомий»).
29 січня 2016 року, пісня увійшла в UK Singles Chart і розташовувалася на 85 позиції.

## Особисте життя
Маркус мав довгі відносини з YouTube-блогером Наомі Смарт. Їхні стосунки тривали близько 7 років, але у 2015 році пара розлучилася.
Маркус, Наомі і їх друг Метт є співзасновниками Sourced Box, бізнесу з надання здорового харчування.
На цей момент Маркус зустрічається з німецькою моделлю російського походження — Стефані Гізінгер.